# Der Idiot (1946)
Der Idiot (Originaltitel: L’Idiot) ist eine französische Verfilmung des gleichnamigen Dostojewski-Romans aus dem Jahr 1946.

## Handlung
Nach fünf Jahren Aufenthalt in einem Schweizer Sanatorium kehrt der junge Fürst Myschkin im Jahr 1870 nach Sankt Petersburg zurück. Er sucht den wohlhabenden General Jepantschin auf, dessen Frau Myschkins Tante ist. Der General bringt den mittellosen Myschkin bei seinem Bekannten Ganja Iwolgin unter. Auf Wunsch des Generals soll Ganja Nastassja Filippowna heiraten und sie zu einer ehrbaren Frau machen. Diese war als 16-Jährige von Totzkij, einem reichen Russen, verführt worden und über Jahre dessen Geliebte. Ganja, dem Trotzkij ein kleines Vermögen für die Ehe mit Nastassja verspricht, gerät mit seiner Schwester Sophie in Streit. Sophie ist gegen eine Verbindung mit Nastassja, möchte sie doch keinesfalls eine Frau von schlechtem Ruf in ihrer Familie haben. Als Nastassja die Iwolgins aufsucht, öffnet ihr Myschkin die Tür. Er ist sofort von ihr fasziniert. Sophie hingegen ist erbost und beleidigt ihre potenzielle Schwägerin, weshalb ihr Ganja eine Ohrfeige verpassen will. Der friedliebende Myschkin geht jedoch dazwischen und erhält stattdessen von Ganja einen Schlag ins Gesicht.
Am Abend, als Ganjas und Nastassjas Verlobung bei einer Gesellschaft bekannt gegeben werden soll, verkündet Nastassja, dass sie Ganja nicht heiraten werde. Daraufhin betritt der Mehlhändler Rogoschin den Raum und legt ein Geldbündel auf den Tisch. Er will Nastassja unbedingt heiraten und ist bereit den höchsten Preis für sie zu zahlen. Als Nastassja Myschkin gegenübertritt, fragt dieser sie, ob sie ihn heiraten möchte. Zwar hält sie Myschkin für den ehrenwertesten Mann, den sie je getroffen hat; sie verlässt jedoch zusammen mit Rogoschin die Gesellschaft und zieht bei ihm ein. Aglaja, die jüngste Tochter von General Jepantschin, soll derweil Totzkij heiraten. Bei der Verlobungsfeier tritt jedoch Myschkin vor und meint, dass diese Verbindung nicht rechtens sei, da Aglaja Totzkij nicht liebe. Er ereifert sich zudem, dass es in Russland überall nur Heuchelei und Gleichgültigkeit gebe. Die anderen Gäste tun jedoch seine naiven Moralvorstellungen als Verrücktheit ab, sei er doch bloß ein armer Narr.
Während Rogoschin Nastassja wertvollen Schmuck zu Füßen legt, ihr jedoch keine liebevollen Worte entgegenbringt, erhält Aglaja einen schwärmerischen Brief von Myschkin. Als Myschkin mit den Jepantschins nach Pawlowsk reisen will, lädt ihn Nastassja kurz vor seiner Abreise zu sich ein. Sie gaukelt ihm vor, dass ihr Rogoschins Schmuck sehr gefalle, und macht sich über Myschkins Naivität lustig. Doch dieser sieht in ihrem Lachen vielmehr einen Schrei nach Hilfe, weshalb er sich auch weiterhin zu ihr hingezogen fühlt und sie bittet, Rogoschin zu verlassen. Rogoschin trifft schließlich ebenfalls ein und reagiert eifersüchtig. Myschkin kann ihn jedoch überzeugen, nicht sein Rivale zu sein. Von dessen aufrichtiger Gottgläubigkeit angetan, erklärt ihn Rogoschin zu seinem Bruder. Doch schon kurz darauf – Nastassja hat ihn inzwischen verlassen – schickt sich Rogoschin an, Myschkin zu erstechen, lässt dann jedoch von ihm ab.
In den Gärten von Pawlowsk treffen Myschkin und Nastassja erneut aufeinander. Auch Rogoschin trifft eines Abends ein. Als er damit droht, Myschkin umzubringen, erklärt sich Nastassja bereit, Rogoschin zu heiraten. Darüber hinaus sorgt sie dafür, dass Aglajas Mutter ihre Tochter nicht mehr mit Totzkij verheiraten möchte, indem sie andeutet, dass Totzkij in finanziellen Schwierigkeiten stecke. Aglaja, die sich in Myschkin verliebt hat, ist schließlich für diesen frei. Myschkin fühlt sich jedoch zwischen Aglaja und Nastassja hin- und hergerissen. Als ihn Aglaja enttäuscht stehen lässt, bittet ihn Nastassja, sie endlich von ihrer Schwermütigkeit zu heilen. Zurück in Sankt Petersburg stehen Myschkin und Nastassja kurz vor ihrer Vermählung. Als ihr Myschkin jedoch gesteht, an Aglaja zu denken, zieht sich Nastassja zurück und verschwindet. Myschkin macht sich auf die Suche nach ihr und findet sie schließlich bei Rogoschin tot auf einem Bett. Auf Rogoschins Geständnis hin, sie erstochen zu haben, bekommt Myschkin aus Verzweiflung über das Unglück der Welt einen Anfall.

## Hintergrund
Der russischstämmige Franzose Georges Lampin lieferte mit dem Film sein Regiedebüt. Zehn Jahre später versuchte er sich auch an einer Verfilmung von Dostojewskis Schuld und Sühne, in der Jean Gabin die Hauptrolle übernahm. Gedreht wurde Der Idiot in den Studios Éclair in Épinay-sur-Seine sowie in den Studios de Neuilly in Neuilly-sur-Seine. Die Filmbauten gestaltete Léon Barsacq, während Marcel Escoffier die Kostüme entwarf. Bei den Aufnahmen der Filmmusik dirigierte Albert Wolff das Orchester.
Der Idiot wurde am 7. Juni 1946 in Frankreich uraufgeführt. Der Film kam 1948 in die bundesdeutschen Kinos und wurde am 14. Februar 1966 vom ZDF erstmals im deutschen Fernsehen gezeigt.

## Kritik
Das Lexikon des internationalen Films befand, dass Lampins Dostojewski-Adaption „zwar eindrucksvolle Schauspielerleistungen und dichte Atmosphäre aufweist, aber im Vergleich zu anderen Verfilmungen des Werks zurückbleibt, da statische und gefällig-brave Kinobilder überwiegen“, zumal die „wichtige psychologische Komponente des Stoffes […] bestenfalls angedeutet“ werde. Bosley Crowther von der New York Times lobte ebenfalls die „feine Besetzung“ sowie die „guten Produktionswerte“, meinte jedoch auch, dass es Regisseur Lampin nicht gelungen sei, einen „intellektuellen Traum“ auf die Leinwand zu bringen.

## Deutsche Fassung
Die deutsche Synchronfassung entstand 1948 bei Rex-Film Bloemer & Co. Die Synchronregie führte Erich Kobler nach dem Dialogbuch von Willi Karras.
| Rolle                               | Darsteller         | Synchronsprecher        |
| ----------------------------------- | ------------------ | ----------------------- |
| Nastassja Filippowna                | Edwige Feuillère   | Lu Säuberlich           |
| Rogoschin                           | Lucien Coëdel      | Walter Richter          |
| Totzkij                             | Jean Debucourt     | Konrad Wagner           |
| Fürst Myschkin                      | Gérard Philipe     | Max Eckard              |
| Aglaja Jepanchina                   | Nathalie Nattier   | Paula Denk              |
| General Jepantschin                 | Maurice Chambreuil | C. W. Burg              |
| Jelisaweta Prokofjewna Jepantschina | Marguerite Moreno  | Lilli Schönborn-Anspach |